# Ладыгин, Николай Николаевич
Николай Николаевич Ладыгин (укр. Микола Миколайович Ладигін, родился 7 декабря 1983 года в Киеве) — украинский хоккеист, защитник.

## Биография
Сын хоккеиста Николая Ладыгина.
Выступал в различных командах Украины, Казахстана и России (в ВХЛ), имел опыт игр в США и Канаде. В октябре 2013 года перешёл в киевский клуб «Дженералз», в декабре того же года уехал играть в английский «Халл Стингрейз». С июня 2014 года игрок «Бейбарыса» (Атырау, Казахстан), с сентября 2016 года — игрок венгерского «Дунауйвароши».
В составе сборной Украины дебютировал 10 апреля 2010 года в товарищеской игре с Польшей. Участник чемпионатов мира 2014 и 2015 годов в первом дивизионе, а также квалификационного турнира к зимним Олимпийским играм 2014 года.

## Статистика
| Легенда | Легенда                    | Легенда | Легенда                   | Легенда | Легенда    |
| ------- | -------------------------- | ------- | ------------------------- | ------- | ---------- |
| И       | Количество проведённых игр | Штр     | Штрафное время            | +/−     | Плюс-минус |
| Г       | Голы                       | П       | Голевые передачи          | О       | Очки       |
| -       | Статистика неизвестна      | —       | Статистика не учитывалась |         |            |

## Достижения
- Чемпион Хоккейной лиги США (2002/2003, «Линкольн Старз»)
- Чемпион Украины (2011, «Донбасс»)
- Чемпион Казахстана  (2016, «Бейбарыс»)